# Dvellecanus
Dvellecanus is een geslacht van uitgestorven recumbirostrische lepospondylen uit het Vroeg-Perm van Oklahoma. 

## Naamgeving
De enige soort en typesoort is Dvellecanus carrolli, die in 2015 door Szostakiwskyj, Pardo en Anderson werd benoemd op basis van een schedel die oorspronkelijk werd toegeschreven aan de nauw verwante recumbirostride Rhynchonkos stovalli (hij werd benoemd samen met de andere nieuwe recumbirostride Aletrimyti gaskillae, die ook ooit werd geclassificeerd als Rhynchonkos stovalli). Dvellecanus, Rhynchonkos en Aletrimyti komen allemaal uit de Fairmontschalie in de buurt van de stad Norman in Cleveland County, dat zich in het Anadarko-bekken bevindt. De geslachtsnaam Dvellecanus is gebaseerd op een anagram van Cleveland, dvellecan. De soortaanduiding eert Robert L. Carroll, een paleontoloog die in zijn naamgeving van microsauriërs vaak anagrammen toepaste.
Het holotype is UCMP 202940 (eerder UCLA-VP 2940). Het bestaat uit een schedel met onderkaken. De linkerzijde van de schedel was verwijderd om de hersenpan bloot te leggen.

## Beschrijving
De schedel is veertien millimeter lang. Dvellecanus carrolli heeft een schedelmorfologie die sterk lijkt op Rhynchonkos stovalli en Aletrimyti gaskillae: hij heeft een korte, spitse snuit, grote oogkassen en een stevige hersenpan. Al deze kenmerken zijn indicatief voor een fossoriale of gravende levensstijl voor deze soorten. De schedel van Dvellecanus is meer aangepast aan graven dan die van Rhynchonkos, maar minder dan die van Aletrimyti.
Er werd een unieke combinatie van op zich niet unieke kenmerken vastgesteld. De exoccipitalia zijn vergroeid met het basioccipitale. De snuit is sterk afhangend, waarbij de beennaad tussen praemaxilla en neusbeen onder het niveau ligt van het dolkvormig uitsteeksel van de parasphenoïde. De processus coronoideus van de onderkaak is van bezijden zichtbaar. De voorste tak van het coronoïde is kort. De neusbeenderen zijn samen breder dan de voorhoofdsbeenderen. De snuit is afgerond in bovenaanzicht. Het prefrontale nadert het neusgat. De bovenste plaat van het traanbeen ligt op een hoogte met de bovenrand van de oogkas. De neergaande tak van het traanbeen nadert de tak van het jukbeen die de onderrand vormt van de oogkas. Het postorbitalia is groot. De beenplaat overdwars van het pterygoïde is geheel hol gekromd. De onderkaak mist aan de achterkant een retroarticulair uitsteeksel. Er is geen extra middelste voorste bot aan de hersenpan. De sfenethmoïden zijn met een korte beennaad aan de onderzijde verbonden met de pleurosfenoïden. De buitenste opgaande tak van het supraoccipitale is kort en recht afgesneden.

## Fylogenie
Dvellecanus werd in de Recumbirostra geplaatst. De beschrijvers verwierpen de hypothese dat zulke vormen speciaal verwant zouden zijn aan de moderne wormsalamanders.